# Christin Balogh
Christin Balogh (Magdeburgo, 6 novembre 1985) è un'attrice tedesca, principalmente conosciuta per aver interpretato il personaggio di Tina Kessler nella soap opera Tempesta d'amore.

## Filmografia
- Der Bergdoktor – serie TV (2008)
- Schmidt & Schmitt – Wir ermitteln in jedem Fall – serie TV (2011)
- Tempesta d'amore (Sturm der Liebe) – serial TV (2013-2019/2022)
- Annie - kopfüber ins Leben, regia di Martin Enlen – film TV (2020)
- Aktenzeichen XY... ungelöst – serie TV (2021)